# 1968年ウィンブルドン選手権
1968年 ウィンブルドン選手権（1968ねんウィンブルドンせんしゅけん、The Championships, Wimbledon 1968）は、イギリス・ロンドン郊外にある「オールイングランド・ローンテニス・アンド・クローケー・クラブ」にて、1968年6月24日から7月6日にかけて開催された。

## 大会の流れ
- プロテニス選手の出場を解禁する「オープン化制度」のもとで開かれた最初のウィンブルドン選手権である。
- 男子シングルスは「128名」の選手による通常の7回戦制で行われた。シード選手は16名。
- 女子シングルスは「96名」の選手による7回戦制で行われ、32名の選手は「1回戦不戦勝」（抽選表では“Bye”と表示）があった。シード選手は8名。シード選手でも、1回戦から出場した人と、2回戦から登場した人がいる。2回戦から登場した選手が初戦敗退の場合は「2回戦＝初戦」と表記する。

## シード選手

### 男子シングルス
1. ロッド・レーバー　（優勝、6年ぶり3度目）
2. ケン・ローズウォール　（4回戦）
3. アンドレス・ヒメノ　（3回戦）
4. ジョン・ニューカム　（4回戦）
5. ロイ・エマーソン　（4回戦）
6. マニュエル・サンタナ　（3回戦）
7. ルー・ホード　（3回戦）
8. パンチョ・ゴンザレス　（3回戦）
9. デニス・ラルストン　（ベスト8）
10. アール・ブックホルツ　（ベスト8）
11. フレッド・ストール　（4回戦）
12. トム・オッカー　（ベスト8）
13. アーサー・アッシュ　（ベスト4）
14. クリフ・ドリスデール　（3回戦）
15. トニー・ローチ　（準優勝）
16. ニコラ・ピリッチ　（1回戦）

### 女子シングルス
1. ビリー・ジーン・キング　（優勝、大会3連覇）
2. マーガレット・スミス・コート　（ベスト8）
3. ナンシー・リッチー　（ベスト4）
4. アン・ヘイドン＝ジョーンズ　（ベスト4）
5. バージニア・ウェード　（1回戦）
6. マリア・ブエノ　（ベスト8）
7. ジュディ・テガート　（準優勝）
8. レスリー・ターナー・ボウリー　（ベスト8）

### 男子ダブルス
1. ロイ・エマーソン＆ ロッド・レーバー
2. ケン・ローズウォール＆ フレッド・ストール
3. アンドレス・ヒメノ＆ パンチョ・ゴンザレス
4. ジョン・ニューカム＆ トニー・ローチ
5. アール・ブックホルツ＆ デニス・ラルストン
6. ボブ・ヒューイット＆ フルー・マクミラン
7. トム・オッカー＆ マーティー・リーセン
8. クリフ・ドリスデール＆ ロジャー・テーラー

### 女子ダブルス
1. ビリー・ジーン・キング＆ ロージー・カザルス
2. マリア・ブエノ＆ ナンシー・リッチー
3. フランソワーズ・デュール＆ アン・ヘイドン＝ジョーンズ
4. レスリー・ターナー・ボウリー＆ ジュディ・テガート

### 混合ダブルス
1. オーウェン・デビッドソン＆ ビリー・ジーン・キング
2. パンチョ・ゴンザレス＆ ロージー・カザルス
3. フレッド・ストール＆ アン・ヘイドン＝ジョーンズ
4. ケン・フレッチャー＆ マーガレット・スミス・コート

## 大会経過

### 男子シングルス
準々決勝
- ロッド・レーバー vs.  デニス・ラルストン　4-6, 6-3, 6-1, 4-6, 6-2
- アーサー・アッシュ vs.  トム・オッカー　7-9, 9-7, 9-7, 6-2
- クラーク・グレーブナー vs.  レイモンド・ムーア　6-2, 6-0, 9-7
- トニー・ローチ vs.  アール・ブックホルツ　3-6, 7-5, 6-4, 6-4

準決勝
- ロッド・レーバー vs.  アーサー・アッシュ　7-5, 6-2, 6-4
- トニー・ローチ vs.  クラーク・グレーブナー　9-7, 8-10, 6-4, 8-6

### 女子シングルス
準々決勝
- ビリー・ジーン・キング vs.  レスリー・ターナー・ボウリー　6-3, 6-4
- アン・ヘイドン＝ジョーンズ vs.  フランソワーズ・デュール　6-2, 6-2
- ナンシー・リッチー vs.  マリア・ブエノ　6-4, 6-2
- ジュディ・テガート vs.  マーガレット・スミス・コート　4-6, 8-6, 6-1

準決勝
- ビリー・ジーン・キング vs.  アン・ヘイドン＝ジョーンズ　4-6, 7-5, 6-2
- ジュディ・テガート vs.  ナンシー・リッチー　6-3, 6-1

## 決勝戦の結果
男子シングルス
- ロッド・レーバー vs.  トニー・ローチ　6-3, 6-4, 6-2

女子シングルス
- ビリー・ジーン・キング vs.  ジュディ・テガート　9-7, 7-5

男子ダブルス
- ジョン・ニューカム＆ トニー・ローチ vs.  ケン・ローズウォール＆ フレッド・ストール　3-6, 8-6, 5-7, 14-12, 6-3

女子ダブルス
- ビリー・ジーン・キング＆ ロージー・カザルス vs.  フランソワーズ・デュール＆ アン・ヘイドン＝ジョーンズ　3-6, 6-4, 7-5

混合ダブルス
- ケン・フレッチャー＆ マーガレット・スミス・コート vs.  アレックス・メトレベリ＆ オルガ・モロゾワ　6-1, 14-12

## みどころ
- 女子シングルス優勝者のビリー・ジーン・キング夫人が、1966年から大会3連覇を達成した。ウィンブルドン選手権における女子シングルス3連覇は、1948年-1950年のルイーズ・ブラフ（アメリカ）以来の出来事であった。